# لیزارد (آریزونا)
لیزارد (به انگلیسی: Lizard) یک منطقهٔ مسکونی در ایالات متحده آمریکا است که در آریزونا واقع شده‌است. لیزارد ۳۶۳ متر بالاتر از سطح دریا واقع شده‌است.